# Österreichischer Volkstanz

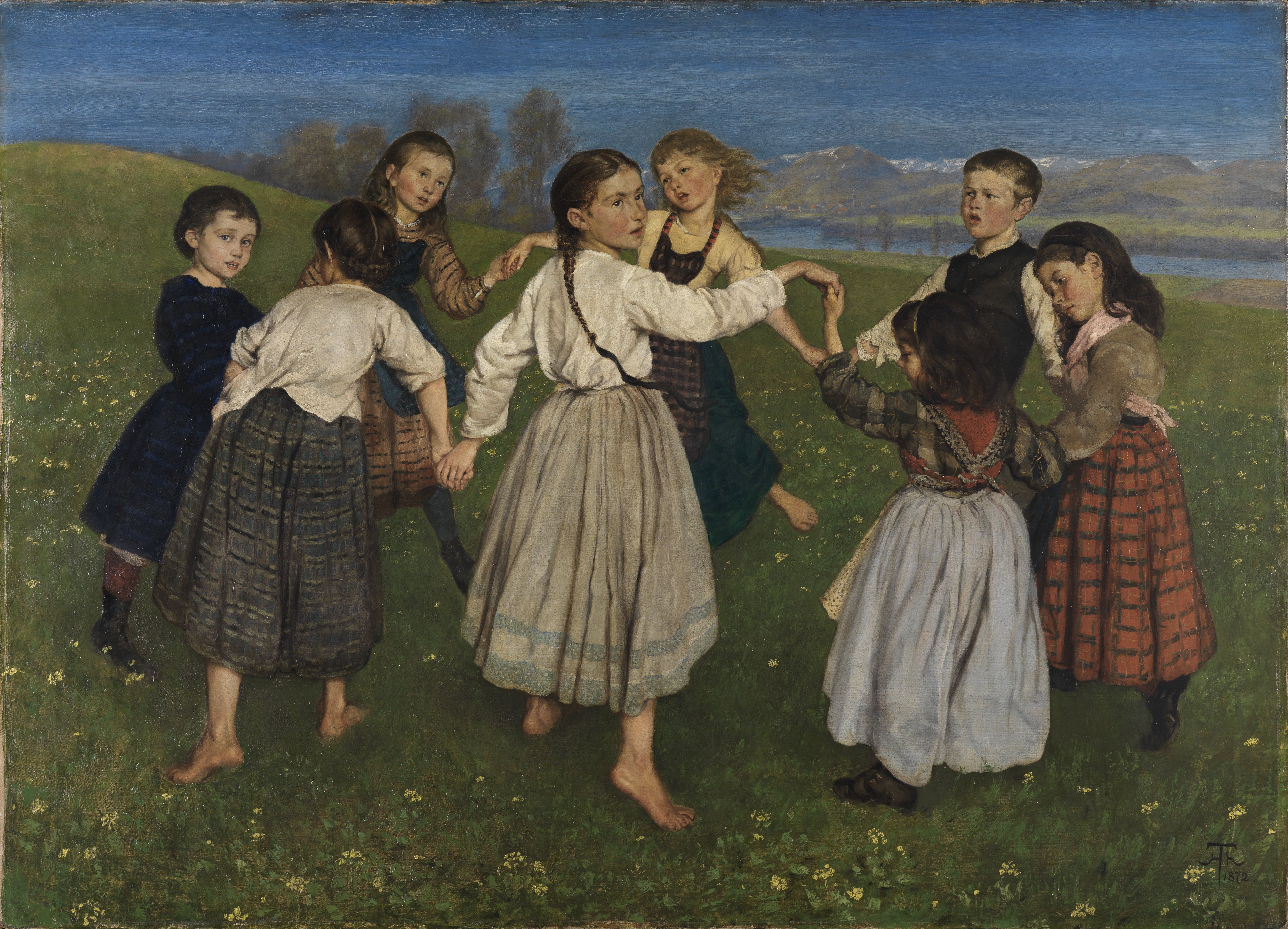
Hans Thoma: Der Kinderreigen

Mit dem österreichischen Volkstanzen verbindet man meist typische österreichische Volkstänze, wie Landler, die ursprünglich slawische Polka, oder Walzer, oder (ursprünglich nur im Nahbereich zu Oberbayern) der Schuhplattler. Dazu gehören aber auch nicht ursprünglich österreichische Tänze wie höfisch inspirierte Tänze, etwa Kontratänze, Sprachinseltänze oder der Fackeltanz. Als Ganzes wird der österreichische Volkstanz dem alpenländischen Volkstanz zugeordnet.
Die Österreichische Volkstanzbewegung wurde 2011 der UNESCO als Immaterielles Kulturerbe anerkannt. Dachverband und Interessensvertreter ist die Bundesarbeitsgemeinschaft Österreichischer Volkstanz.

## Geschichte

### Entwicklung des Volkstanzes
Die heutige Volkstanzkultur ist ein vorwiegend urbanes Konstrukt des ausklingenden 19. und des frühen 20. Jahrhunderts, das seine Anleihen aus ländlichen Traditionen nahm.

### Forschung und Rezeption
Die österreichische Volkstanzbewegung wurzelt in der Forschung und Sammeltätigkeit einiger Persönlichkeiten des ausklingenden 19. Jahrhunderts und nahm Anleihen aus ländlichen oft nur noch in Resten erkennbaren Traditionen. Gleichzeitig mit der Systematisierung und Aufzeichnung der verschiedenen Tänze begann auch die Ausrichtung auf österreichische Besonderheiten. Die Tänze wurden jedoch nicht nur gesammelt und für die Nachwelt gesichert, sondern auch wieder verstärkt gelehrt und somit vor dem Aussterben bewahrt.
Als Begründer der Tradition der Sammlung und Systematisierung der (deutsch)-österreichischen Tänze gilt Raimund Zoder (1882–1963), der nicht nur die Volkstänze mit Hilfe einer normierten Aufzeichnungstechnik dokumentierte, sondern zu Beginn des 20. Jahrhunderts auch geeignete Tanzmusik sammelte. Von Anfang an wurden sowohl die Ausbildung der Tanzmusiker als auch die Bereitstellung von festlicher Kleidung in Form von Trachten gefördert. Aus dem Erbe Zoders entstand die österreichische Volkstanzbewegung, eine eigene und sehr lebendige Tradition, die von Generation zu Generation weitergegeben und weiterentwickelt wird.
1956 wurde unter Initiative von Hermann Lein die Bundesarbeitsgemeinschaft Österreichischer Volkstanz als Dachverband gegründet. In ihr sind neben österreichischen auch Südtiroler Gruppen vertreten.
Im März 2011 nahm die Österreichische UNESCO-Kommission diese Kultur als Österreichische Volkstanzbewegung in das Verzeichnis des  nationalen immateriellen Kulturerbes in Österreich auf, in der Sparte Darstellende Künste. Zweck dieser Ausweisung ist ein verbindlicher Schutz als lebendige Kulturtradition. Ausgewiesen wurde es für ganz Österreich.
Die Vielgestaltigkeit des Volkstanzes ist laut UNESCO-Kommission durch verschiedene Entwicklungen bedroht und in ihrem Fortbestehen gefährdet: durch das „Einfrieren“ und damit Musealisieren eines bestimmten Volkstanzbildes, durch die Instrumentalisierung des Volkstanzes für die Interessen von Tourismus und Wirtschaft sowie Politik und Regionalismus, durch mögliche zunehmende Perfektionierung und Professionalisierung oder durch eine mögliche Ausrichtung auf Leistung und Wettbewerb. Auch reduzierende Darstellungstechniken in den Massenmedien können zu einer verzerrten oder auf nur wenige Aspekte eingeschränkten Wahrnehmung der Volkstanzbewegung in den Augen der Bevölkerung führen.

### Die Volkstanzbewegung heute
Die traditionelle Tanzkultur ist in vielen Regionen Österreichs und Südtirols bis heute lebendig und bildet somit einen Bestandteil des nationalen Kulturerbes. Ebenso lassen sich Ausstrahlungen der österreichischen Tanzkultur nach Bayern sowie auch weltweit in Gemeinschaften mit Bevölkerungsanteil mit Migrationshintergrund feststellen. Tanzgelegenheiten bieten bis heute die einzelnen Volkstanzgruppen und Volkstanzkreise in allen Bundesländern.
Für den Durchschnittsösterreicher ist Volkstanz typischerweise nicht etwas, an dem er aktiv teilnimmt, sondern man beschränkt sich – wenn überhaupt – auf das Zusehen bei Vorführungen und Aufführungen. Trotzdem gibt es abgesehen von dieser Aufführungskultur auch eine aktive traditionelle Volkstanzszene, in der die überlieferten Tänze als Freizeitvergnügen gepflegt werden.
Im Mittelpunkt des Selbstverständnisses des österreichischen Volkstanzes stehen jedoch nicht Auftritte professioneller Gruppen, sondern das gemeinsame Tanzen unterschiedlicher Altersgruppen und Könnensstufen. Besonders hervorzuheben ist die Herausbildung eines Kanons österreichischer Grundtänze, die in ganz Österreich und Südtirol Eingang in das Tanzrepertoire fanden. Die Tanzveranstaltungen der österreichischen Volkstanzbewegung folgen üblicherweise einem vorgegebenen Ablauf vom Auftanz über die Tanzfolge bis zum Schlusskreis.
Bedeutung hat auch das Vereinsleben selbst, durch gegenseitige Besuche von Tanzgruppen sowie durch die Organisation internationaler Feste wurden und werden zahlreiche geographisch weitreichende Verbindungen geschaffen und gepflegt. Das gemeinsame Tanzen verschiedener Altersstufen hat auch einen Generationen verbindenden Effekt. Besondere Anstrengungen werden unternommen, den Volkstanz auch für die Jugend attraktiv zu machen.

## Österreichische Volkstänze
Tanzfamilien sind beispielsweise Landler bzw. Ländler, Mazurka, Polka, Rheinländer, Schuhplattler, Walzer (Deutscher Tanz) oder Zwiefacher.
Siehe auch: Liste von Tänzen und Volkstanz (mit einer Liste von Volkstänzen)

### Österreichische Grundtänze
Auf der Seite Österreichischer Grundtanz sind alle 20 Grundtänze aufgelistet. Es gibt aber unzählige weitere Tanzformen und örtliche bzw. regionale Spielarten. Weitere Volkstänze aus Österreich sind beispielsweise die Kuckuckspolka, eine Rheinländerform, der Lunzer Boarisch, eine Paschboarisch-Form oder der Paschate Zwoaschritt, eine Dreher-Form.
Sehr ausführliche Listen von Volkstänzen aus dem oberdeutschen Sprachraum und internationalen Volkstänzen sind in den unter „Weblinks“ zu finden.

### Sprachinseltänze
Sprachinseltänze sind Tänze, die von deutschsprachigen Minderheiten im ehemaligen Österreich-Ungarn, also außerhalb der heutigen Republik Österreich (siehe Sprachinsel, z. B. Siebenbürgen) getanzt wurden, etwa die Rediwa.

### Figurentänze und Rundtänze
Die Tanzfolgen der Volkstanzfeste weisen oft nur die Figurentänze (z. B. auch Kreistänze)
explizit aus. Figurentänze sind Tänze mit individueller Figurenfolge, denen (z. B. durch die Volkstanzpflege, siehe auch Volkstumspflege) ein Name und eine „Kennmelodie“ zugeordnet wurden.
Zu den Rundtänzen zählen Walzer, Polka, Boarischer, Zwiefacher usw. Im Gegensatz zu den Figurentänzen werden zu den Rundtänzen die unterschiedlichsten
Melodien gespielt, während die Figurentänze meist mit einer bestimmten „Kennmelodie“ beginnen, an der versierte Tänzer erkennen können, welcher Tanz gespielt wird. Die Musiker wechseln erst im Laufe des Tanzes nach Belieben oder Können auf andere Melodien.
Die Rundtänze werden von den meisten Tänzern nur in ihrer Grundform ausgeführt, wobei es aber bei entsprechendem Können – und sofern es zu Charakter und Tempo der Musik passt – möglich ist, Figuren der entsprechenden Figurentänze zu verwenden, z. B. Lunzer Boarischer zum Boarischen, Offener Walzer zum Walzer usw.

### Weitere Tänze
- Dreher (Tanz)
- Fackeltanz
- Galopp (Tanz)

Siehe auch: Liste von Tänzen

## Abgrenzung des Volkstanzbegriffes
Tänze, die fälschlicherweise für (traditionelle/überlieferte) Volkstänze gehalten werden, wobei es sich aber tatsächlich um „erfundene“ oder choreographierte Tänze handelt, sind beispielsweise der Vogerltanz, ein Partytanz und der Landler aus dem Musical The Sound of Music. Auch bei dem Lied Edelweiß aus dem Musical The Sound of Music handelt es sich um kein Volkslied.

### Volkstanz, Folkloretanz, Volxtanz, Folktanz und Tänze der Welt
In der österreichischen Volkstanz- und Folkloretanzszene (d. h. internationalen Folkloretanzszene) werden die internationalen Volkstänze in ihrer Gesamtheit als „Folkloretänze“ bezeichnet, im Gegensatz zu den (österreichischen) „Volkstänzen“. „Volkstanzen“ bedeutet also generell, österreichischen Volkstanz zu betreiben. Innerhalb der Folkloretanzszene hingegen schließt „Folkloretanzen“ den österreichischen Volkstanz nicht immer aus.
Die Gründe für diese Abgrenzungen dürften darin liegen, dass der Begriff „Volkstanz“ etwas negativ besetzt ist. Bei den Begriffen „Folklore“ und „Brauchtum“ scheint umgekehrt „Folklore“ gegenüber „Brauchtum“ einen ironischen Anklang zu haben.
Dies findet auch Ausdruck in den Neuschöpfungen Volxtanz und Folktanz, welche sich als der „erneuerte Volkstanz“ (vgl. „Neue Volksmusik“) sehen.
Ganz im Sinne dieses sprachlichen Hintergrundes wird auf der Einladung zum Wiener Kathreintanz 2005 vom „österreichischen Tanz“ gesprochen.
Abgesehen von den beschriebenen Differenzierungen, die aber nur in der österreichischen Volkstanz- und Folkloretanzszene gemacht werden, bezeichnen die Kategorien „Volkstanz“, „Folkloretanz“ und „Tänze der Welt“ dasselbe.

### Volkstanz und Standardtanz
Der Walzer und die Polka werden im Volkstanz etwas anders ausgeführt als im Standardtanz. Insbesondere die Polka wird sehr ruhig und walzerähnlich und eher selten in der galoppartigen Form getanzt, wie sie in den Tanzschulen gelehrt und aus der volkstümlichen Szene bekannt ist.

## Praxis des Volkstanzens

### Bekleidung

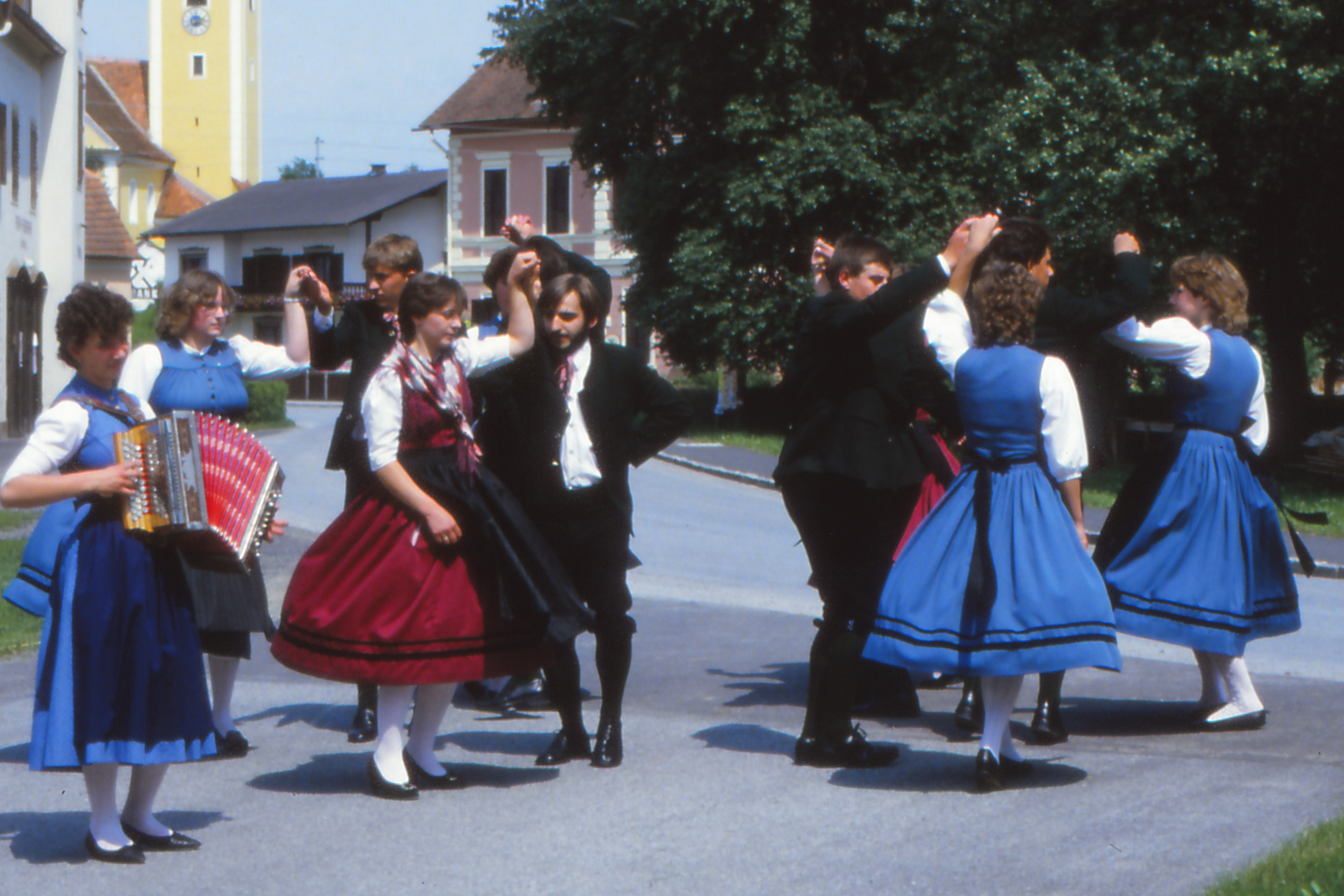
Volkstanz in der Steiermark

Österreichische Volkstänze werden auf Volkstanzfesten großteils in überlieferten bzw. „erneuerten“ Trachten oder in dazupassender Alltagskleidung, zum Beispiel die Männer in dunkler Hose und weißem Hemd, getanzt. Auf Übungsabenden ist oft auch Alltagskleidung üblich. Die Tracht wird insbesondere zu Auftritten verwendet, jedoch besteht ein Übergreifen der Trachtenpflege in Trachtenvereinen und des Volkstanzen, die Tracht auch ohne Publikum im Alltag zu verwenden. Dabei sind in der Tracht in Österreich zahllose Lokalformen in Verwendung, die auch die Charakteristika der einzelnen Volkstanzgruppen prägen. Volkstanz und Tracht ist aber nicht prinzipiell im folkloristischen Sinne miteinander verknüpft, die Volkstanzbewegung ist in sich lebendig.

### Volkstänze und Urheberrecht
Österreichische Volkstänze sind urheberrechtsfrei, nicht jedoch alle bei Volkstanzfesten zwischendurch als Rundtänze (Polka, Walzer usw.) gespielten Melodien.

### Musikinstrumente
Üblich sind Steirische Harmonika, Geige, Klarinette, Hackbrett, Harfe, Flöte, Blechblasinstrumente usw., als Begleitung oft Kontrabass oder Gitarre. Unüblich sind Schlagzeug (siehe Neue Volksmusik) und Verstärker, als Rhythmusinstrumente werden seltener z. B. die Teufelsgeige oder Holz- bzw. Metalllöffel verwendet.

## Volkstanzveranstaltungen

### Volkstanzfeste
Heutige Volkstanzfeste sind üblicherweise so aufgebaut:
1. Auftanz aller Anwesenden mit anschließender Begrüßung und abschließendem Walzer
2. Tanzblöcke mit Pausen
3. Schlusskreis, meist mit Schlusslied

In Wien sind drei oder vier große Tanzblöcke mit längeren Pausen und vielen Figurentänzen üblich, traditioneller dürfte die in den Bundesländern übliche Einteilung in viele kurze Blöcke (zu je ca. 3 – 5 Tänzen) mit kürzeren Pausen und einem höheren Anteil an Rundtänzen sein.
In der sogenannten Tanzfreien Zeit gibt es im Allgemeinen keine traditionellen Volkstanzfeste.
Beispiele für traditionelle Volkstanzfeste:
- Alpenvereins-Volkstanzfest (Wien)
- Waldviertler Volkstanzfest (wechselnde Örtlichkeit im Waldviertel)
- Niederösterreichisches Volkstanzfest (Casino Baden)
- Tag der jungen Tracht (Hürm, Neunkirchen)
- Festliches Tanzen (Wien)
- Tanzfest am Fronleichnamstag (Römerwand – Goldene Stiege – Rathauspark Wiener Neudorf)
- Herbsttanzfest vor dem Schloss Belvedere (Wien)
- Kreuzbund-Volkstanzfest (Wien)
- Landlerisch Tanzen (Wien)
- Leopolditanz (Klosterneuburg und Wiener Neudorf (früher Mödling))
- Sommertanzen (Wien, 2-mal wöchentlich während der Sommerferien)
- Tanz im Heustadl (Wienerwald/NÖ)
- Wiener Kathreintanz (Wien)

Obwohl es auch heute noch viele traditionelle Volkstanzfeste gibt, findet man Hinweise auf diese Veranstaltungen manchmal nur in den Aussendungen der diversen Volkstanzorganisationen, in Zeitschriften, wie dem Fröhlichen Kreis, auf einschlägigen Webportalen wie Volkstanz.at oder auf Veranstaltungskalendern im Internet, welche auch den Volkstanz bedienen.

### Weitere Volkstanzveranstaltungen
Von den Volkstanzgruppen und Volkstanzinstitutionen werden, abgesehen von Seminare und Tanzwochen vor allem Übungsabende und Offene Tanzen veranstaltet. „Offenes Tanzen“ ist der in der Volkstanzszene übliche Begriff für Tanzabende, die auch Gästen offenstehen, im Gegensatz zu den sogenannten „Gruppenabenden“, wo das nicht selbstverständlich ist.

## Forschung
Bekannte Volkstanzforscher sind Raimund Zoder, Richard Wolfram, Herbert Lager, Karl Horak, Hermann Derschmidt, Richard Bammer, Walter Deutsch

## Vermittlung
Neben den Tanzgruppen und -verbänden selbst pflegen auch Kulturvereine wie das Volksliedwerk die Musik. Vermittelt werden Volkstänze in den örtlichen Vereinen, in den Musikschulen, aber zunehmend auch wieder im Kindergarten und Schulunterricht, und an Tanzschulen.